# سائو دومینگوس (دماغه سبز)
سائو دومینگوس (پرتغالی: São Domingos) یک منطقهٔ مسکونی در دماغه سبز است که در جزایر سوتاونتو واقع شده‌است.